# Alen (Längeneinheit)
Alen, Aln, Alin oder Öln ist eine traditionelle skandinavische Längeneinheit ähnlich wie im Deutschen die Elle. 
Hierbei ergibt 1 Alen ungefähr 60 cm. Der dänische und norwegische Alen entsprach einer Länge von 62,77 cm, der schwedische Alen einer Länge von 59,38 cm.
- Island 1 Alin/Öln[1] = 252,964 Pariser Linien = 0,570643 Meter[2]
- Norwegen 1 Alen = 2 Fod = 0,6275266 Meter[3]
- Dänemark 1 Alen/Aln = 278,25 Pariser Linien = 0,625 Meter[4]

Diese Alen  wurden in Halbe, Viertel, Achtel und so weiter eingeteilt. Alen war immer das doppelte Maß des Fußes.